# بودو جنوبي
بودو جنوبي (الاسم العلمي: Pudu puda) (بالإنجليزية: Southern Pudu)‏ هو نوع من الحيوانات يتبع جنس أيل البودو من فصيلة الأيليات.